# Nordenskjöld-Becken
Koordinaten: 76° 3′ S, 165° 0′ O
Das Nordenskjöld-Becken ist ein Seebecken im Rossmeer vor der Scott-Küste des ostantarktischen Viktorialands.
Namensgeber der vom Advisory Committee on Undersea Features (ACUF) im April 1980 anerkannten Benennung ist die benachbarte Nordenskjöld-Eiszunge. Deren Namensgeber wiederum ist der schwedische Polarforscher Otto Nordenskjöld (1869–1928), der die Schwedische Antarktisexpedition (1901–1903) zur Erforschung der Ostküste der Antarktischen Halbinsel geleitet hatte. 